# Krakus. Książę nieznany
Krakus. Książę nieznany – dramat Cypriana Kamila Norwida w 10 obrazach z 1851 roku oparty na legendzie o Kraku.
Krakus ma charakter misterium z elementami baśni. Jego bohaterem jest starszy syn księcia Kraka, zabity przez żądnego władzy młodszego brata.

## Okoliczności powstania utworu
Krakus powstał jako dopełnienie Wandy, przy czym Norwid odwrócił przekaz legendowy mistrza Wincentego Kadłubka. Z Kraka, ojca dwóch synów i córki Wandy, uczynił dalekiego potomka Wandy, choć nadal ojca dwóch synów. Starszego z synów Kraka nazwał – Krakusem (Gracchus), drugiego (bratobójcę) Rakuzem (minor albo junior Gracchus wg Kadłubka).
Pierwsza, zaginiona wersja dramatu powstała po napisaniu Wandy, a więc najwcześniej w 1848 roku i nosiła tytuł Krakus albo wyścigi. Stanowiła parabolę historyczną przedstawiającą rywalizację pomiędzy dwoma obozami politycznymi: konserwatystami (skupionymi wokół księcia Adama Czartoryskiego) i postępowcami (z Adamem Mickiewiczem na czele) o to, kto doprowadzi do niepodległości Polski.
Rękopis tej pierwszej wersji dramatu zaginął w nieznanych okolicznościach, na pewno przed 1851 rokiem, bo w tym roku, przed ponownym pisaniem Wandy, a więc w miesiącach letnich, Norwid zabrał się do ponownego napisania dramatu, traktując zaginioną wersję jako studium przedwstępne. Praca nad drugą wersją Krakusa przypadła na okres zerwania przez Norwida związków z Krasińskim, który w tym czasie zaczął go złośliwie obmawiać i ośmieszać w listach do wspólnych przyjaciół i znajomych. Dlatego na pierwszy plan w miejsce wyścigów wysunęło się zerwanie związków braterskich, choć Norwid zastrzegał się, że nie to było jego intencją.
Nic nie wiadomo o rękopisie aż do roku 1860, kiedy to poeta ponownie wziął go na warsztat, uznając zawarte w nim treści za aktualne i pragnąc go możliwie szybko opublikować. Nowe opracowanie misterium polegało raczej na poprawkach redakcyjnych niż zmianie treści. Wymowę polityczną utworu poeta uznał za na tyle nieczytelną dla carskiej cenzury, że zdecydował się wydać dramat w Warszawie i w tym celu w lutym 1861 roku zwrócił się do Józefa Ignacego Kraszewskiego prowadzącego poczytną Gazetę Codzienną. Kraszewski, niechętnie już wówczas odnoszący się do twórczości Norwida, pozostawił list bez odpowiedzi. Poeta próbował upewnić się co do stanowiska wydawcy na jesieni, a wobec niepowodzenia tej próby, zwrócił się w styczniu 1862 roku do lipskiego wydawnictwa F. A. Brockahusa. W odpowiedzi z 5 lutego otrzymał propozycję wydania dramatu w zbiorze pism. Ostatecznie Krakus ukazał się drukiem w 1863 roku w tomie Poezje.
Utwór liczy sobie 1010 wersów i został podzielony na 10 obrazów.

## Osoby
- Starzec – pustelnik
- Liljan – jego uczeń
- Krakus – książę na Krakowie
- Rakuz – jego brat
- Szołom[b] – pisarz koronny czyli runnik
- Kiempe – wódz skandynawski
- Grodny – sługa zamkowy
- Płatnerz
- Córy grodnych i kmietów
- Źródło
- Zorza
- Próg

## Treść

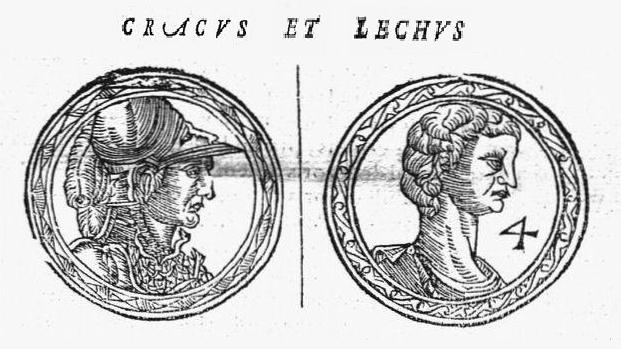
Krakus i jego młodszy brat Lech

I . Starzec u kresu życia przekazuje to, co mu zostało, uczniowi. Liljan widzi dwóch zbliżających się jeźdźców, Krakusa i jego brata Rakuza. Krakus skarży się pustelnikowi, że w skale pod zamkiem jego ojca zalęgł się gad, którego nie sposób się pozbyć. Starzec wspomina wizytę męża ze wschodu, który opowiadał mu o niewieście, która starła głowę smokowi. Odtąd wszystkie gady są tylko słabymi jego odroślami. Lecz kto zabije gada, nie będzie gadem. Radzi im wybrać się za siedem gór w Tatry i napić się hełmem wody z potoku, który znajdą na końcu drogi.
II. Braciom został tylko jeden koń. Mimo próśb Krakusa Rakuz tnie go ostrogą po twarzy i odjeżdża do Krakowa. Krakus samotny błąka się po puszczy, uważając, by nie obrazić bóstw. Potyka się o głaz. Głaz wstaje. Okazuje się, że był progiem w zamku hrabiego Mścisława, a teraz zabiega drogę podróżnym i gdzie się położy, staje się progiem niewidzialnego pałacu. Krakus jest pewny, że jego brat albo wszedłby do pałacu, albo kopnął kamień, dlatego uważa, że słusznie należy mu się scheda po ojcu. Nie chce dla siebie nic, dlatego kładzie się opodal progu. Okazuje się jednak, że położył się w ogrodzie zamkowym, w szmaragdowej grocie.
III. Rakuz przybywa do Krakowa i dowiaduje się o śmierci swego ojca, Kraka, który przed śmiercią prorokował, że jeden z synów, zmierzający do grodu, zostanie jego następcą. Szołom, który relacjonuje to proroctwo, domyśla się, że umierającemu chodziło o księcia Rakuza. Rakuz chce dzięki radzie pustelnika wygrać z bratem. Każe więc zwołać lud za trzy dni, by był świadkiem śmierci smoka. Do grodu przybyli błędni rycerze, skandynawscy Kiempowie, którzy w swoim kraju wojują ze smokami. Ci twierdzą, że pod grodem żadnego smoka nie ma, że jest tylko w oczach. Rakus każe ich ugościć.
IV. Krakus budzi się spragniony w szmaragdowej grocie, nabiera wody ze źródła brązowym hełmem i pije. Wydaje mu się, że uczestniczy w większej mądrości. Zachwyca się gościnnością Progu i jest przekonany, że gdyby to Rakuz widział, nie rozorałby mu twarzy ostrogą. Przypomina sobie niejasno słowa pustelnika. Źródło śpiewem poucza go, że przyszedł lec, gdzie Bóg ludziom zakłada próg, nie wszystko pełniąc jak myślą. Po zniknięciu szmaragdowej pieczary Zorza budzi młodzieńca i ponagla, by pospieszył w drogę do Krakowa.
V. Rakuz nie umie sobie znaleźć miejsca. Wszędzie węszy zdradę. Szołom powiadamia księcia, że miecz posłany do płatnerza rozpadł się na kawałki. Sprytnie prorokuje, że broń ojca była bezsilna, że trzeba na smoka inny miecz. Rakuz obdarowuje go złotym łańcuchem. Do Krakowa przybyło mnóstwo gości, by pożegnać starego księcia. Wraz z podpaleniem stosu Rakuz ma wyruszyć przeciw smokowi. Tymczasem rozmawia z wodzem Kiempów, którzy poprzedniego dnia wrzucili zatrute mięso do smoczej jamy. Wódz skandynawski nie jest pewien, czy smok jest tylko w oku czy istnieje naprawdę. Przybył do Krakowa zza siedmiu rzek. Ślubował schwytać zwierza o złotych rogach, bez niego nie ma po co wracać do ojczyzny.
VI. W czasie obrzędów pogrzebowych chóry rozpamiętują kres wspaniałego wodza. Rakuzowi śnił się szpaler dębów, a wszystkie były spróchniałe. Jest śmiertelnie znużony niewyspaniem, trwogą, poczuciem winy. Zasypia.
VII. Przy śpiącym zjawia się zakapturzony Krakus. Żałuje brata, który tak cierpi po zmarłym ojcu. Żałuje, że nie mógł mu pomóc. Po czym oddala się.

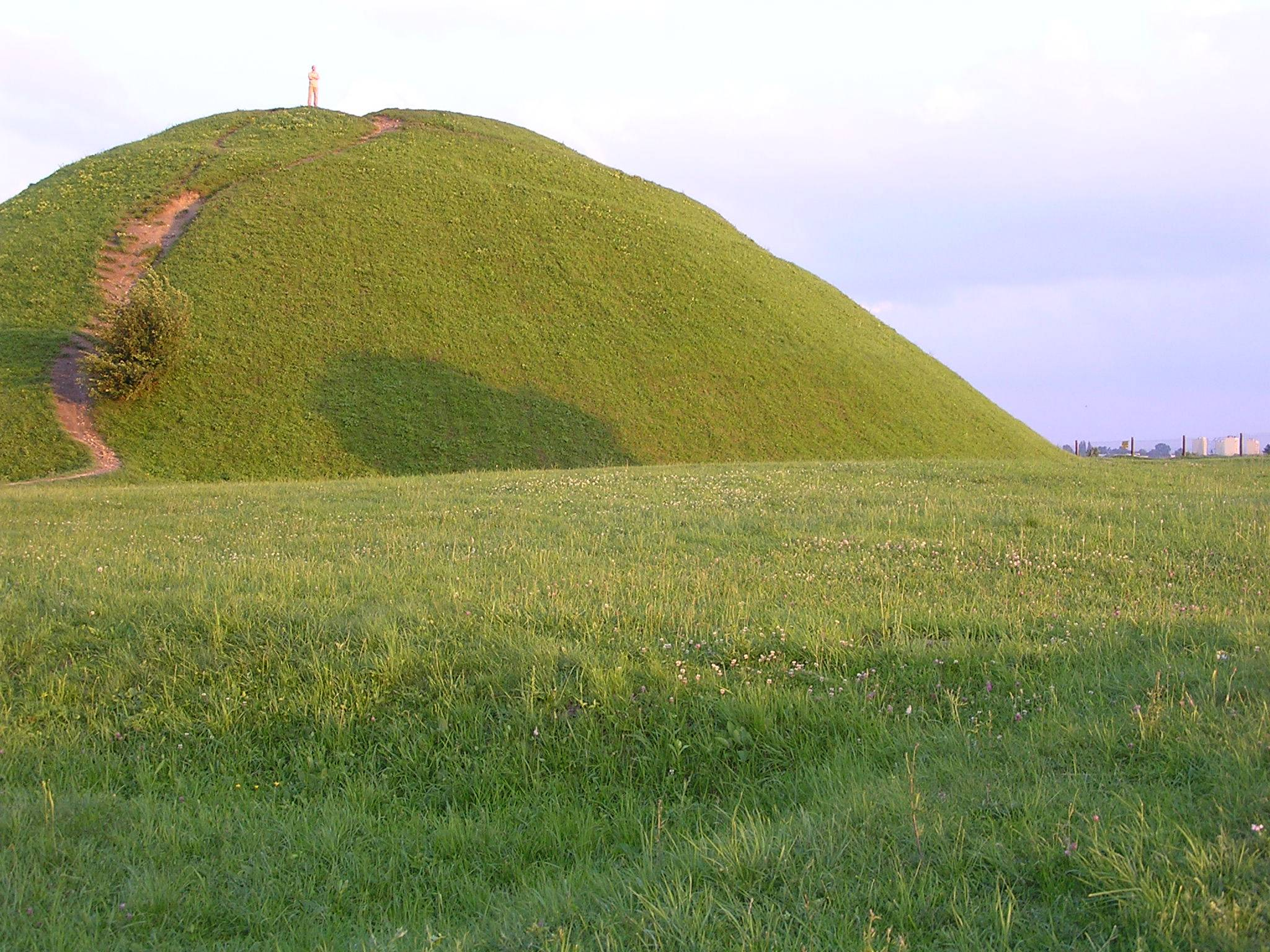
Kopiec Kraka

VIII. Ludzie spierają się, czy widzieli jednego czy dwóch książąt. Szołomowi wydaje się, że rozpoznał Krakusa, ten jednak nie chce zdjąć kaptura, a zapytany odpowiada zagadką.
IX. Krakus wchodzi z harfą i mieczem do smoczego lochu. Rzuca harfę i wypłasza nietoperze i ptactwo, po czym królewskim mieczem zabija potwora. Ludzie nie wiedzą, kim on jest, czy to książę Rakuz, czy jakiś bóg. Tymczasem powstawszy ze snu od strony zamku zbliża się Rakuz. Naprzeciw niemu na tarczy, wdzięczny lud, niesie swego wybawcę. Rakuz żąda, żeby zdjął kaptur, kiedy Krakus milczy nieporuszony, Rakuz ogłasza turniej, naciera na brata i zabija go. Umierający Krakus odsłania twarz, ale Rakuz z Szołomem i Grodnym rzucają się na ciało i zakrywają je tarczami. Rakuz ogłasza, ze racja jest przy zwycięzcy. Szołom zaprasza lud na poczęstunek do grodu. Lud się rozchodzi. Starzec upomina, by nie zapomniano o ciele zabitego.
X. Rakuz i Szołom zakapturzeni udają się nocą poza gród, by pochować po kryjomu ciało Krakusa. Dziesiątki ludzi śpią zamroczeni miodem. Zwierzęta obgryzają kości smoka. W oddali widać ogień, to starzec z pomocą ludzi usypał stos pogrzebowy, na którym spalono ciało sławnego nieznanego wybawcy grodu.

## Recepcja dramatu
Waleria Marrené-Morzkowska (1879) oceniła sztukę bardzo surowo, jako najciemniejszy z Norwidowskich fragmentów. Dostrzegła wpływy Balladyny i Lilli Wenedy, ale zaprzepaszczone przez mistycyzm i wyrastającą z niejasnych pojęć historiozofię. Adam Grzymała-Siedlecki (1908) widział w tej tragedii-baśni przejaw przekornej, ale samodzielnej myśli Norwida. Wilhelm Feldman (1908) podziwiał zamysł poety cofnięcia poza krąg wszelkiej prawdy historycznej, aby przekazać swoją prawdę o duchu polskim: bohaterze, który nieznany i nierozpoznany chodzi po świecie, cierpliwie znosi zniewagi, mądrość znajduje u poniewieranego kamienia-progu, pełen prostoty i miłości niesie przebaczenie krzywdzicielowi, ludowi ukojenie. Zdzisław Żygulski (1926) zarzucał Norwidowi, że utopił swój dramat w mętnym symbolizmie. Zofia Szmydtowa (1932) uważała utwór za stop podania, baśni i alegorii, przez rozlewność stylu i kompozycji, mający cechy widowiska ludowego. Wilam Horzyca (1943) widział w Krakusie jeden z utworów, który stworzył nowy, polski kształt teatralny, umożliwiający wyrażenie wielkiego zbiorowego marzenia.

## Krakusna scenie
| premiera        | teatr                                       | reżyser                      |
| --------------- | ------------------------------------------- | ---------------------------- |
| 6 czerwca 1908  | Teatr Miejski, Kraków                       |                              |
| 1941            | refektarz klasztoru oo dominikanów, Lwów    | Juliusz Osterwa              |
| 23 czerwca 1947 | Akademicka Sekcja Teatralna, Poznań         | Krystyna Skuszanka-Górzyńska |
| 16 maja 1970    | Teatr Ateneum im. Stefana Jaracza, Warszawa | Małgorzata Dziewulska        |
| 18 lipca 1972   | Teatr Polskiego Radia                       | Jerzy Kierst                 |
| 27 maja 1995    | Teatr Polskiego Radia                       | Jarosław Gajewski            |